# وحيد صيادي نصيري
وحيد صيادي نصيري كان ناشطًا إيرانيًا في مجال حقوق الإنسان، وسجينًا سياسيًا مات في إضراب عن الطعام. تسببت وجهة نظره المعادية للجمهورية الإسلامية في وسائل التواصل الاجتماعي في وضعه في السجن.

## السجن والاضراب عن الطعام
اعتُقل وحيد صيادي في البداية في سبتمبر 2015 وحُكم عليه بالسجن ثماني سنوات. وكان نصيري قد اتهم بتهمة إهانة المرشد الأعلى لحكومة الجمهورية الإسلامية الإيرانية آية الله علي خامنئي في صفحته على الفيسبوك. وكان قد أمضى بالفعل عامين ونصف العام في السجن ويُزعم أنه تعرض لسوء المعاملة والمضايقة. تم اعتقاله مرة أخرى في يوليو 2018 للمرة الثانية بعد الإفراج عنه لعدة أشهر. لم يأكل لمدة 60 يومًا احتجاجًا على نقص الحماية القانونية ونظام السجون في إيران.
في عام 2018 ، تم نقله من سجن إيفين إلى سجن قم المركزي حيث كان ينتقد صيانته وظروف الرعاية الصحية فيه. بدأ وحيد إضرابا عن الطعام في السجن احتجاجا على وضعه غير القانوني في السجن. وفي 5 ديسمبر 2018 ، تم نقل نصيري من السجن إلى مستشفى لشهيد بهشتي في قم توفي بعدها سبعة أيام.

## ردود الفعل الدولية
في 20 ديسمبر 2018 ، حثت هيومن رايتس ووتش النظام في إيران على التحقيق وإيجاد تفسير لوفاة وحيد صيادي الذي سُجن بتهمة إهانة المرشد الأعلى علي خامنئي. وبحسب أسرته، كان وحيد مضربًا عن الطعام لكنه حُرم من الرعاية الطبية قبل وفاته.